# Noord-Koreaans honkbalteam

Vlag van Noord-Korea.

Het Noord-Koreaans honkbalteam is het nationale honkbalteam van Noord-Korea. Het team vertegenwoordigt Noord-Korea tijdens internationale wedstrijden. Het Noord-Koreaans honkbalteam hoort bij de Aziatische Honkbalfederatie (BFA). 